# Mausgrauer Schnellkäfer
Der Mausgraue Schnellkäfer (Agrypnus murinus), auch Mausgrauer Sandschnellkäfer genannt, ist eine Art aus der Familie der Schnellkäfer (Elateridae). Die Art ist die einzige ihrer Gattung in Mitteleuropa.
| Larve des Mausgrauen Schnellkäfers nach Reitter, Fauna Germanica, Bd.III |                        |
|                                                                          |                        |
| Bild 1: Gesamtansicht, Kopf links                                        |                        |
|                                                                          |                        |
| Bild 2: Kopfoberseite                                                    | Bild 3: Kopfunterseite |

## Merkmale
Die Körperlänge beträgt 13–17 mm. Der ovale Körper der Art ist schwarzbraun und hat eine Zeichnung aus dichten weißen und rotbraunen Schuppen, die die dunkle Grundfärbung überdecken. Das erste Glied der Fühler ist schwarz, ansonsten sind die Fühler wie auch die Palpen, Tarsen und Knie rostbraun. Die übrigen Bereiche der Beine sind dunkelbraun. Der Halsschild ist breiter als lang und dicht punktförmig strukturiert. In der hinteren Hälfte befinden sich längs der Mitte zwei Höcker mit glatten Spitzen. Das Schildchen (Scutellum) ist länger als breit. Die Deckflügel tragen feine Punktreihen in den Längsstreifen und haben ihre breiteste Stelle in der Mitte.

## Vorkommen und Lebensweise
Die Art ist in der Paläarktis sowie in Nordamerika verbreitet und tritt im Norden bis in den Süden Fennoskandiens und auch auf den Britischen Inseln auf. Man findet sie unter Steinen oder auf der niedrigen Vegetation an Waldrändern, auf Lichtungen und Feldern, vom Flachland bis in Berglagen. In Baden-Württemberg auch im Bereich von Binnendünen. Die Flugzeit der Imagines beginnt im späten Frühjahr. Die Larven leben räuberisch und ernähren sich von Insektenlarven und kleinen Würmern.

## Belege